# Thaumalea tchaturskona
Thaumalea tchaturskona är en tvåvingeart som beskrevs av Schmid 1970. Thaumalea tchaturskona ingår i släktet Thaumalea och familjen mätarmyggor. Inga underarter finns listade i Catalogue of Life.